# 水の精 (交響詩)
『水の精』（みずのせい、チェコ語: Vodník）作品107 B.195は、アントニン・ドヴォルザークが1896年に作曲した交響詩。

## 概要
本作に霊感を与えたのは1853年に出版されたカレル・ヤロミール・エルベンの詩集『花束』中の一片である。ドヴォルザークが作曲した5曲の交響詩のうち、4作品は同詩集に収録された作品に触発されて書かれている。これらのうち少なくとも『水の精』、『真昼の魔女』、『金の紡ぎ車』の3作品は、最後の交響曲となった交響曲第9番の完成から3年が経過したころに同時に筆が執られて並行して作曲された。1896年作曲は1月の第1週から2月の第2週にかけて進められ、全曲の公開初演は1896年11月14日にロンドンで行われた。半公開の初演は1896年6月1日に、アントニーン・ベネヴィッツの指揮によりプラハ音楽院で行われている。

## 詩の内容
『水の精』では、溺れた者の魂を逆さにしたティーカップの中に捕えてしまういたずら好きの水の妖精について、4つの部分に分けて語られる。
1. 水の妖精が湖畔に立つポプラの樹の上に座り、月に向かって歌いながら緑色の外套と赤色の靴を編んでいる。まもなく彼の結婚式があるのだ。
2. 母と娘がおり、母は娘に自分が見た夢の話をする。夢の中では娘に「泡立つ水のように渦を巻く」白色のローブを着せ、首には「深い苦悩を隠した」真珠を巻いたのだという。彼女はこの夢が虫の知らせであると感じ、湖へ行ってはならないと娘に注意する。母の忠告にもかかわらず、娘はまるで憑りつかれたかのように湖へ洗濯をしに出掛けて行き、そこで溺れてしまう。1着目の衣類を浸けようと水へ手を伸ばした瞬間、彼女が腰かけていた橋が崩れ落ちたのである。水に飲まれた彼女はそこに住む意地悪い水の妖精に攫われてしまう。
3. 娘を水中の自らの居城に連れ去った妖精は、黒いザリガニたちを自らの付添人、魚たちを新婦の付添人として彼女と結婚する。最初の子どもを授かると攫われた妻はその赤子に子守歌を歌うが、これを聞いた妖精は激怒する。彼女は夫をなだめようとし、また一度だけ母に会いに陸へ上がりたいと乞い願う。妖精は3つの条件の下、外出を許可した。まず、相手がたとえ母親であっても一度も抱擁を交わしてはならない。次に赤ん坊は人質として残していかなくてはならない。そして、晩祷を告げる鐘の音の時刻までに戻らなくてはならないというものである。
4. 母娘の再会は非常に悲しいながらも愛に満ちたものとなる。陽が落ちると母は取り乱して娘を離そうとせず、鐘が鳴っても出て行くことを許さない。水の精は頭に血が上って湖を後にすると、扉を叩きつけながら娘に自分と共に来るように命じる。夕飯の用意が必要だというその声に、母親はここから立ち去り、夕飯になら湖の中にあるものを何でも食べればいい、と告げる。再び戸を叩いた妖精は、寝床の用意が必要だという。再び母親がそのままにしておけ、と告げる。続いて子どもが腹を空かせて泣いていると対抗する妖精に対し、母親は子どもを自分たちのもとへ連れてくるようにと告げる。激昂した妖精が湖へ引き返すと、嵐が吹き付ける心を突き刺すような甲高い音が聞こえる。嵐の終わりに大きな衝撃音が響き、母娘は不安を掻き立てられる。戸を開けた母は戸口に広がる血だまりの中に、身体のない小さな頭部と頭部のない小さな身体が横たわっているのを目にするのであった。

## 演奏時間
約21分。

## 楽器編成
ピッコロ、フルート2、オーボエ2、コーラングレ2、クラリネット2、バスクラリネット、ファゴット2、ホルン4、トランペット2、トロンボーン3、テューバ、ティンパニ、大太鼓、シンバル、トライアングル、タムタム、鐘、弦五部。

## 楽曲構成
本作はロンド形式で書かれており、エルベンの詩文にかなり忠実に従っている。エルベンの原作自体がロンドソナタ形式に落とし込みやすい構成で書かれており、多くの箇所でテクストが文字通りドヴォルザークの音楽と符合するようになっている。
1896年11月22日、ウィーンでハンス・リヒターの指揮、ウィーン・フィルハーモニー管弦楽団の演奏により行われたオーストリア初演に際し、ロベルト・フィルシュフェルトは公演プログラムの執筆を依頼された。これに合わせてドヴォルザークは自らの意図とエルベンの詩文を音楽へ置き換えるにあたっての音楽的解決策を記した手紙をしたためている。
- Allegro vivace： 水の精（フルート）がひとりでいる。

- Andante sostenuto： 娘（クラリネット）とその母親（ヴァイオリン）、母は娘に悪夢の話をして湖へ近づかぬよう注意する。
- Allegro vivo： 娘は忠告を無視し（ヴァイオリンとオーボエ）湖へ転落、水の精の手に落ちる。
- Andante mesto come prima： 水の中の世界の悲惨さ。

- Un poco più lento e molto tranquillo： 娘が赤子に子守歌を歌う（フルートとオーボエ）。
- Andante： 水の精が腹を立てて彼女に歌うのをやめるよう言い、口論となる。その結果、娘は母親に会う許可を得るが、晩祷の鐘が鳴るまでに戻らなくてはならない。
- Lento assai： 娘は母の待つ家に行き（チェロとトロンボーン）、悲しい再会を果たす。
- Allegro vivace： 湖の嵐、教会の鐘が聞こえ、その後ドアを叩く音とついには水の精がこと切れた赤子を扉に投げつけた大きな衝撃音が聞こえる。
- Andante sostenuto： カエルのしわがれ声（ピッコロとフルート）、不幸な日となったその金曜日を嘆く母（コーラングレとバスクラリネット）、母のひどい悲痛（オーボエ、チェロ、コントラバス）。水の精は湖の深みへと怪しく姿を消す。